# Военно-медицинска подготовка
Военно-медицинската подготовка е усвояването на основните и някои специални умения и знания по медицина с цел оказване на първа медицинска помощ на бойното поле, а също така и помощ при определен тип нараняваня причинени от огнестрелно оръжие, взривове, бойни отровни вещества и други.